# Akatsuki no goei
Akatsuki no goei (暁の護衛?) è una visual novel del 2008 della AKABEiSOFT2, uscita il 27 marzo. Il 25 dicembre 2008 è uscito il fan disc Akatsuki no goei ~Principal-tachi no kyūjitsu~ (暁の護衛〜プリンシパルたちの休日〜?, Akatsuki no goei ~Purinshiparu-tachi no kyūjitsu~), mentre il 22 aprile 2010 il sequel Akatsuki no goei ~Tsumibukaki shūmatsuron~ (暁の護衛〜罪深き終末論〜?).

## Trama
In un futuro non molto lontano, il crimine è molto diffuso e, visto che la polizia non riesce a contrastarlo, vengono istituite delle scuole per guardie del corpo. Kaito Asagiri, studente di una di queste scuole, assiste al tentato rapimento di una ragazza e la salva. Alcuni giorni dopo, scopre che la ragazza che ha salvato è una persona molto influente e viene da lei assunto come sua guardia del corpo.

## Personaggi

### Principali
Kaito Asagiri (朝霧海斗?, Asagiri Kaito)
Il protagonista maschile, viene assunto da Reika come sua guardia del corpo.
Doppiato da Hidenobu Kiuchi.
Reika Nikaido (二階堂麗華?, Nikaidō Reika)
Sorella gemella di Aya, rifiuta di girare con una guardia del corpo.
Doppiata da Konami Oonami.
Aya Nikaido (二階堂彩?, Nikaidō Aya)
Sorella gemella di Reika, è una ragazza molto tranquilla. La sua guardia del corpo è Takanori Miyagawa.
Doppiata da Yui Sakakibara.
Tae Kurayashiki (倉屋敷妙?, Kurayashiki Tae)
La primogenita di una famiglia influente, si stanca molto in fretta. La sua guardia del corpo è Yuki Nishikiori.
Doppiata da Aoi Kisaragi.
Tsuki (ツキ?, Tsuki)
È la domestica dei Nikaido.
Doppiata da Don Oohana.
Moe Kanzaki (神崎萌?, Kanzaki Moe)
La primogenita dei Kanzaki, ha imparato le arti marziali dal nonno. Parla poco ed è ingenua. La sua guardia del corpo è Kaoru Nanjo.
Doppiata da Mia Naruse.

### Secondari
Kaoru Nanjo (南条薫?, Nanjō Kaoru)
Compagna di stanza di Kaito alla scuola per guardie del corpo, è la figlia di una famiglia importante, ma si finge un maschio per poter diventare una guardia del corpo. Lavora per Moe Kanzaki.
Doppiata da Miya Serizono.
Kyoka Kokudo (黒堂鏡花?, Kokudō Kyōka)
La primogenita dei Kokudo, è molto orgogliosa e le piace leggere. Le sue guardie del corpo sono Anzu e Raita Okumoto.
Doppiata da Mahiru Kaneda.
Anzu (杏子?, Anzu)
La guardia del corpo di Kyoka Kokudo, tempo prima è stata salvata da Kaito e ora vive con lui. È una delle poche persone a conoscere il passato del ragazzo.
Doppiata da Marina Oono.
Takanori Miyagawa (宮川尊徳?, Miyagawa Takanori)
Proviene da una famiglia di guardie del corpo, è molto orgoglioso e ha una cotta per Reika; è in camera con Yuki. È la guardia del corpo di Aya Nikaido.
Yuki Nishikori (錦織侑祈?, Nishikōri Yūki)
È un robot.
Doppiato da Takezo Koike.
Raita Okumoto (奥本雷太?, Okumoto Raita)
È la guardia del corpo di Kyoka Kokudo.
Akitoshi Satake (佐竹明敏?, Satake Akitoshi)
Il preside della scuola per guardie del corpo, porta gli occhiali da sole. Un tempo è stato la guardia del corpo di Genzo Nikaido.
Doppiato da Tooru Ueki.
Genzo Nikaido (二階堂源蔵?, Nikaidō Genzō)
È il capofamiglia dei Nikaido e il padre di Aya e Reika.
Doppiato da Kontsu.
Kanata (カナタ?, Kanata) & Sonata (ソナタ?, Sonata)
Sono i cuccioli di ghepardo di Reika.
Doppiati da Yuka Kanematsu e Hime Shibuya.
Akiko Kurayashiki (倉屋敷亜希子?, Kurayashiki Akiko)
Vedova, è a capo di una grande industria che crea robot.
Doppiata da Suzune Kusunoki.
Dengoro Kanzaki (神崎佃五郎?, Kanzaki Dengoro)
Il nonno di Moe, è un uomo molto influente e bravo nelle arti marziali. È molto legato alla nipote.
Doppiato da Jushiro Tachibana.
Masaki Asagiri (朝霧雅樹?, Asagiri Masaki)
È il padre di Kaito e una guardia del corpo.

### Akatsuki no goei ~Tsumibukaki shūmatsuron~
Kiyomi Miyagawa (宮川清美?, Miyagawa Kiyomi)
La sorella di Takanori, ha 24 anni e lavora nella polizia. Ha un forte senso della giustizia e trova Kaito sospetto.
Doppiata da Hazuki Sakura.
Mai (舞?, Mai)
Una ragazza nata e cresciuta nei quartieri malfamati, non si fida di nessuno. È uno dei leader dell'organizzazione criminale e il suo hobby è la tortura: l'unico a esservi sopravvissuto è Kaito.
Doppiata da Yuko Inekari.
Tadao Soma (相馬忠夫?, Sōma Tadao)
È uno dei leader dell'organizzazione criminale.
Doppiato da Akira Kota.
Takeshi Nanjo (南条武志?, Nanjō Takeshi)
Il fratello di Kaoru, ha due anni meno di lei. Vuole diventare una guardia del corpo, ma suo padre si oppone. Ama pescare.
Doppiato da Keigo Honda.
Naoto Miyagawa (宮川直人?, Miyagawa Naoto)
Il fratello di Takanori, ha 30 anni ed è la guardia del corpo di un politico.
Doppiato da Yamada Renaissance.
Shion (詩音?, Shion)
Maestra di arti marziali, odia i giapponesi, anche se suo padre è uno di loro.
Doppiata da Yuki Koga.
Ryu (龍?, Ryū)
Il fratello di Shion, ha 23 anni ed è una guardia del corpo professionista. Odia la sorella.
Yasutaka Ando (安藤康高?, Andō Yasutaka)
Una spia della polizia assunta come giardiniere dai Nikaido.
Doppiato da Ryūsui Fuji.
Ryo Nakazato (中里亮?, Nakazato Ryō)
È una guardia del corpo che ha studiato in America. Combatte usando una spada.
Doppiato da Taiyō Sorano.
Shoko Nakazato (中里翔子?, Nakazato Shōko)
È la sorellastra di Ryo.
Doppiata da Ibuki Haruno.
Makoto Hayashi (林真己登?, Hayashi Makoto)
Irascibile, cerca una guardia del corpo.
Sayo Tamiya (田宮沙代?, Tamiya Sayo)
È un'amica d'infanzia di Makoto.
Doppiata da Rumiko Sasa.
Haku (柏?, Haku)
È una ragazza misteriosa incontrata da Kaito quando era piccolo e comparsa improvvisamente nella residenza dei Nikaido.
Doppiata da Konomi Hitachi.
Yukio Igarashi (五十嵐行雄?, Igarashi Yukio)
Un ex politico, ha quattro figli: Akemi, Akira, Ryo e Mai.
Sudo (須藤?, Sudō)
Uno dei capi dell'organizzazione, è stato arrestato dalla polizia.
Doppiato da Ken Hojo.
Fuko Sakurazaka (桜坂風子?, Sakurazaka Fūko)
È il capo del negozio New Rise.
Doppiata da Hina Nakase.
Kizuna Sakurazaka (桜坂絆?, Sakurazaka Kizuna)
È la figlia di Fuko.
Doppiata da Chisato Suzumori.
Ryunosuke Okazaki (岡崎隆之介?, Okazaki Ryūnosuke)
È il braccio destro di Fuko.

## Colonna sonora
Sigle d'apertura
Together, cantata da Yui Sakakibara.
Guardian Heart, cantata da Barbarian On The Groove e Marie. (Akatsuki no goei ~Principal-tachi no kyūjitsu~)
Gensō no shiro (幻想の城? lett. Castello illusorio), cantata da Yui Sakakibara. (Akatsuki no goei ~Tsumibukaki shūmatsuron~)
Own Justice, cantata da Mju:z. (Akatsuki no goei ~Tsumibukaki shūmatsuron~)
Sigle di chiusura
Personal Space (パーソナルスペース?, Pāsonaru Supēsu), cantata da Yui Sakakibara.
Ashita e (明日へ? lett. Per domani), cantata da Barbarian On The Groove e Kotomi Tama. (Akatsuki no goei ~Principal-tachi no kyūjitsu~)
Eien no kodoku (永遠の孤独? lett. Solitudine eterna), cantata da Barbarian On The Groove. (Akatsuki no goei ~Tsumibukaki shūmatsuron~)
Eigō kaiki (永劫回帰?), cantata da Barbarian On The Groove. (Akatsuki no goei ~Tsumibukaki shūmatsuron~)